# 默尔德曼街宿舍

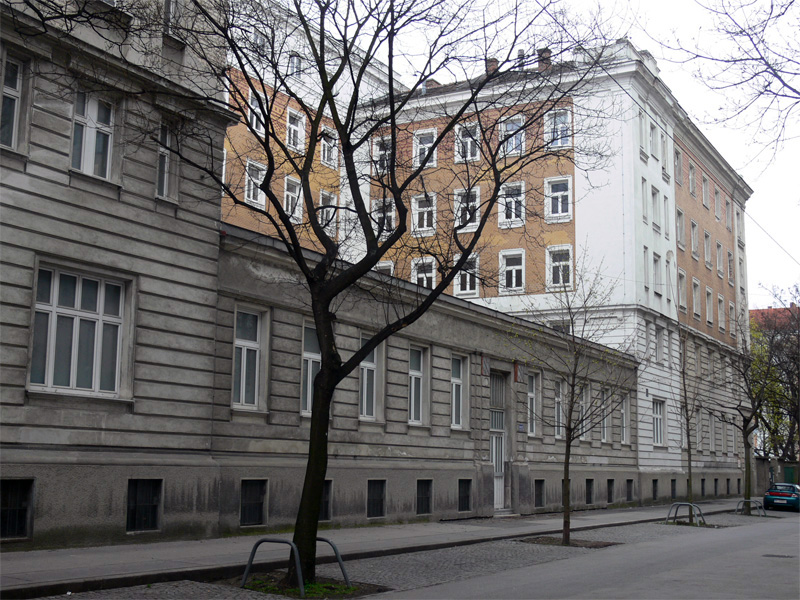
正面

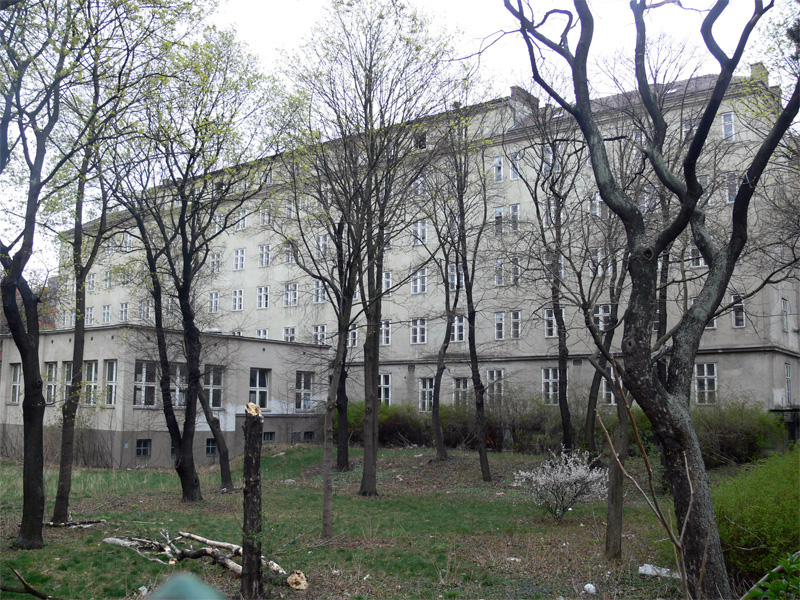
后面

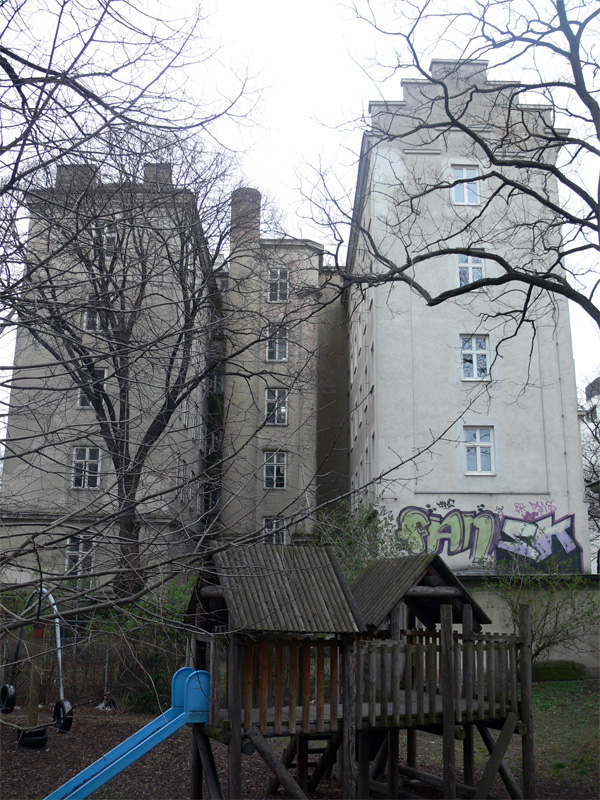
侧面

默尔德曼街宿舍（德語：Meldemannstraße dormitory）位于奥地利首都维也纳布里吉特瑙区的默尔德曼街27号，1905年由私人慈善基金会兴建，楼高6层，是一所男子宿舍，服务于当时维也纳8万名居无定所的穷人。
在20世纪初，这是维也纳最现代化的慈善设施，使用煤气灯和灯泡，并通过现代化的蒸汽加热器加热。底层是食堂，阅读室和图书馆。地下是清洗室，行李室，自行车存放室，以及鞋匠和裁缝的作坊。此外，宿舍还包括一个配有住院医生的病房，消毒室，洗手间，剃须室，以及有16个淋浴和四个浴缸的浴室。上面四层为真正的宿舍，每层多达544人，每人有1.4米*2.17米的一个小空间，每晚8点使用到次日上午9时，有一个灯泡，一张床，一张小桌子，一个衣架和一面镜子。每周的租金是2.5克朗，非常实惠。维也纳记者称赞此宿舍为“梦幻般的宿舍，地球上的天堂”，是一个“优雅和便宜的奇迹。 ”
据警方登记档案，希特勒在此居住了三年，从1910年2月9日至1913年5月24日。 此前自1909年12月起，他住在迈德灵的无家可归者收容所，此后接受他父亲的遗产后，于1913年移居慕尼黑。据同宿舍的流浪汉所写的回忆录，希特勒每天早上在阅览室的禁烟区看报纸、绘画，以及讨论政治。
2003年11月28日，维也纳市政府关闭这座陈旧的宿舍。